# Kiowas
Pour les articles homonymes, voir Kiowa (homonymie).
Ne doit pas être confondu avec Iowas.
Les Kiowas sont une nation amérindienne qui vivait essentiellement dans les plaines de l'ouest du Texas, de l'Oklahoma et de l'est du Nouveau-Mexique à l'époque de l'arrivée des Européens. De nos jours, la Nation Kiowa est une tribu officiellement reconnue, comptant environ 11 000 membres habitant dans le sud-ouest de l'Oklahoma (2008).

## Histoire
Les Kiowas sont originaires du bassin septentrional de la rivière Missouri. Ils migrèrent vers le sud dans les Black Hills vers 1650 sur le même territoire que les Crows. Poussés vers le sud par les envahisseurs cheyennes et sioux, eux-mêmes poussés hors de leurs terres de la région des Grands Lacs par les tribus ojibwés, les Kiowas migrèrent dans le bassin de la rivière Platte jusqu'à l'aire de la rivière Arkansas. Là, ils affrontèrent les Comanches, qui occupaient l'endroit. Vers 1790, les deux groupes s'accordèrent sur le partage de la région. À partir de ce moment, les deux peuples furent très liés : ils chassaient, voyageaient et faisaient la guerre ensemble. Les Apaches des Plaines (également appelés Kiowa-Apaches) se joignirent également aux Kiowas à cette époque.
Les Kiowas vivaient comme la plupart des tribus des Plaines. Pour la plupart nomades, ils vivaient de la chasse au bison et de la cueillette, habitaient dans des tipis, et dépendaient de leurs chevaux pour la chasse et la guerre. Les Kiowas étaient célèbres pour leurs raids longue distance jusqu'au Canada au nord et au Mexique au sud.

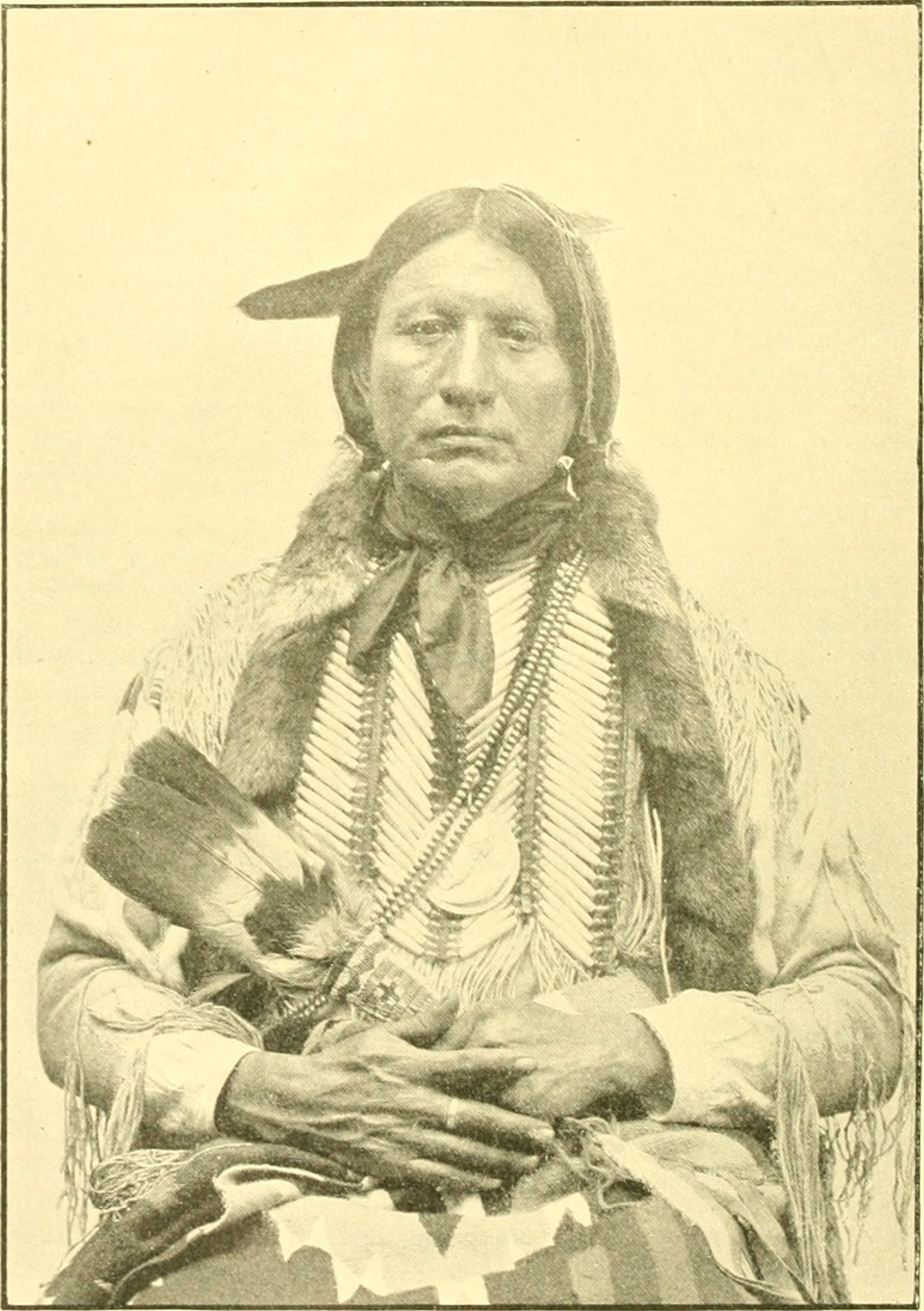
Ahpeahtone (1856-1931), dernier chef traditionnel des Kiowas.

Après 1840, les Kiowas s'allièrent avec leurs anciens ennemis, les Cheyennes, ainsi qu'avec les Comanches et les Apaches, pour lutter contre les tribus originaires de l'est forcées à s'installer dans les Territoires indiens. L'armée américaine intervint, et les Kiowas durent accepter de s'installer sur une réserve au sud-ouest de l'Oklahoma (traité de Medicine Lodge, 1867). Quelques bandes de Kiowas refusèrent de s'y établir avant 1875.
Le 6 août 1901, le territoire kiowa en Oklahoma fut ouvert à l'installation des Blancs, démantelant de fait la réserve. Chaque foyer kiowa reçut 80 acres (320 000 m2). Les seules terres appartenant encore aujourd'hui à la tribu sont les parcelles éparpillées louées aux colons comme champs de pâturage avant que la réserve ne soit ouverte à leur établissement.

## Langue
La langue kiowa est habituellement classée avec les langues tanoanes dans la famille des langues kiowa-tanoanes, en dépit des grandes différences culturelles entre les Kiowas et les groupes parlant une langue tanoane.

## Galerie

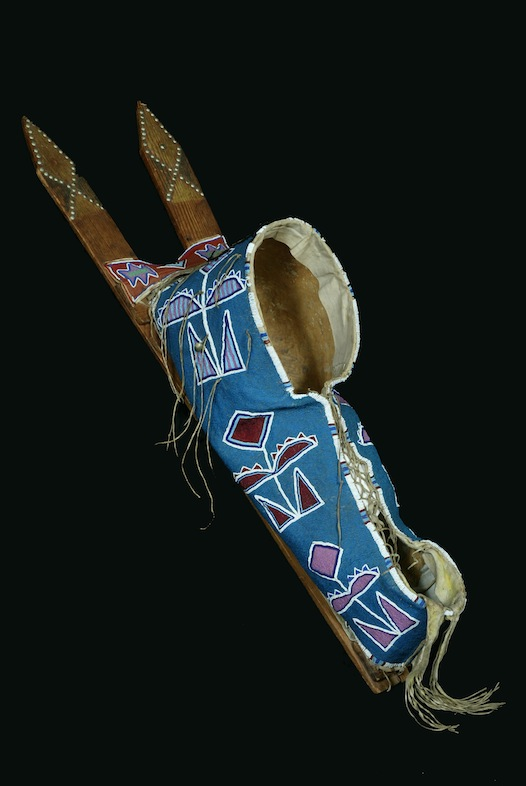
Porte-bébé sur planche kiowa, musée des enfants d'Indianapolis